# Heik Afheldt
Heik Afheldt (* 22. Juli 1937 in Insterburg, Ostpreußen) ist ein Wissenschaftspublizist. Er war Herausgeber mehrerer deutscher Zeitungen.

## Leben
Heik Afheldt studierte bis 1961 Wirtschafts- und Sozialwissenschaften an der Universität Hamburg und schloss 1964 mit der Promotion zum Dr. rer. pol. ab. Er war von 1964 bis 1987 bei der Prognos in Basel tätig, davon die letzten 10 Jahre als Vorsitzender der Geschäftsleitung. Danach war er Herausgeber der Wirtschaftswoche, des Handelsblatts (1998–2002) und des Berliner Tagesspiegels (1998–2002) sowie wirtschaftspublizistischer Berater der Wochenzeitung Die Zeit.
Von 2006 bis 2020 war Afheldt Honorarprofessor an der Kunsthochschule Berlin-Weißensee. Er war Vorsitzender der Mart-Stam-Gesellschaft, des Vereins zur Förderung der Kunsthochschule Berlin-Weißensee und hat die Mart Stam Stiftung für Kunst + Gestaltung (Eigenschreibweise: mart stam stiftung für kunst + gestaltung) für den gleichen Zweck begründet. Seit 2001 ist er Mitglied im Vorstand der Deutsch-Britischen Gesellschaft und war von 2005 bis 2008 ihr stellvertretender Vorsitzender. Er ist stellvertretender Sprecher im Managerkreis der Friedrich-Ebert-Stiftung, Mitglied der Deutschen Akademie für Städtebau und Landesplanung und korrespondierendes Mitglied der Akademie für Raumforschung und Landesplanung. Er ist Autor zahlreicher Publikationen und Kolumnist des Tagesspiegels.
Am 16. Dezember 2004 wurde ihm das Bundesverdienstkreuz am Bande verliehen.